# كيرون جونسون
كيرون جونسون (بالإنجليزية: Kerron Johnson)‏ مواليد 14 ديسمبر 1990 في تالاهاسي، هو لاعب كرة سلة أمريكي. بدأ مسيرته الاحترافية في سنة 2013. يلعب في الدوري البولندي لكرة السلة كلاعب هجوم خلفي. يحمل الرقم 3. يبلغ طوله 6 قدم 1 بوصة (1.9 م).

## المسيرة الاحترافية
لعب مع نيو زيلاند بريكرز في الدوري الأسترالي في موسم 2013–2014، ثم لعب مع نيكار ريزن لودفيغسبورغ في الدوري الألماني في موسم 2014–2015، ثم لعب مع إس بي أو روان باسكت في الدوري الفرنسي في سنة 2015.

## روابط خارجية
- كيرون جونسون على موقع كرة السلة الأوروبية.كوم (الإنجليزية)
- كيرون جونسون على موقع كلية كرة السلة في سبورتس رفرنس.كوم (الإنجليزية)
- كيرون جونسون على موقع ريلجم (الإنجليزية)
- كيرون جونسون على موقع بروبوليرز (الإنجليزية)
- كيرون جونسون على موقع سبورتس رفرنس (الإنجليزية)